# 爪盔瓜叶乌头
爪盔瓜叶乌头（学名：Aconitum hemsleyanum var. unguiculatum）为毛茛科乌头属下的一个变种。

## 扩展阅读
- 維基物種上的相關：爪盔瓜叶乌头